# Jan Zimmermann
Jan Zimmermann (Obertshausen, 19 de abril de 1985) es un exfutbolista alemán que jugaba de portero. Desde enero de 2020 es entrenador de porteros del Eintracht Fráncfort, cargo que al inicio compaginó con el tramo final de su carrera como jugador.

## Clubes
| Club                  | País     | Año       |
| --------------------- | -------- | --------- |
| Eintracht Fráncfort   | Alemania | 2004-2010 |
| SV Darmstadt 98       | Alemania | 2010-2014 |
| 1. FC Heidenheim 1846 | Alemania | 2014-2016 |
| TSV 1860 Múnich       | Alemania | 2016-2017 |
| Eintracht Fráncfort   | Alemania | 2017-2020 |

## Palmarés

### Títulos nacionales
| Título           | Club                | País     | Año  |
| ---------------- | ------------------- | -------- | ---- |
| Copa de Alemania | Eintracht Fráncfort | Alemania | 2018 |